# Xanthia bisignata
Xanthia bisignata là một loài bướm đêm trong họ Noctuidae.